# Teoderik I.
Teoderik I. ali Teodorik I. (francosko Thierry) je bil frankovski kralj Avstrazije (Metz in Reims), ki je vladal od leta 511 do 533 ali 534, * okoli 485, † 534.
Bil je sin kralja Klodvika I. in ene od njegovih prvih žena ali priležnic, morda princese Evohilde Kölnske.).  Klodvikovi štirje še živi sinovi so po njegovi smrti leta 511 skladno s salijsko tradicijo nasledili vsak svojo četrtino Frankovskega kraljestva: Hildebert I. Pariz, Klodomer Orléans, Klotar  I. Soissons in Teoderik Metz. 
Teoderik je kmalu  po začetku vladanja na sever  poslal sina Teodeberta I. proti danskemu kralju  Higelaku, ki je napadel njegovo kraljestvo.
Leta 529 se je zapletel v državljansko vojno v Turingiji  in se na strani kralja Hermanfrida vojskoval proti njegovemu bratu Baderiku. Cena za sodelovanje je bila polovica Turingije. Baderik je bil v vojni poražen, Teoderik pa obljubljenega ozemlja ni dobil. 
Z brati se je vojskoval proti burgundskima kraljema Sigismundu  in Godomarju II.. Godomar je pobegnil, Sigismunda pa je Klodomer ujel in ubil. Godomar je zatem zbral burgundsko vojsko in ponovno osvojil svoje kraljestvo.  Klodomer je  v bitki pri Vézeronceu s Teoderikovo pomočjo porazil Godomarja in padel. Teoderik se je po bitki poročil s Sigismundovo hčerko Suavegoto.
Teoderik, Klotar in njegov sin so iz maščevanja napadli Turingijo in jo podjarmili. Klotar se je poročil s  hčerko kralja Bertaharja Radegundo. 
Teoderik je po sklenitvi pogodbe z bratom Hildebertom leta 534 umrl. Nasledil ga je sin Teodebert I.. 
Teoderik je imel z ženo Suavegoto tudi hčerko Teodehildo, ki je v Sensu ustanovila opatijo Saint-Pierre-le-Vif.